# 庫諾瓦特河
庫諾瓦特河（俄语：Кунова́т）是俄羅斯的河流，由亞馬爾-涅涅茨自治區負責管轄，河道全長362公里，流域面積12,300平方公里，河水主要來自雨水和融雪，流經西西伯利亞平原，每年十月至翌年六月結冰。